# Spilotragus guttatus
Spilotragus guttatus là một loài bọ cánh cứng trong họ Cerambycidae.